# コレシストキニン

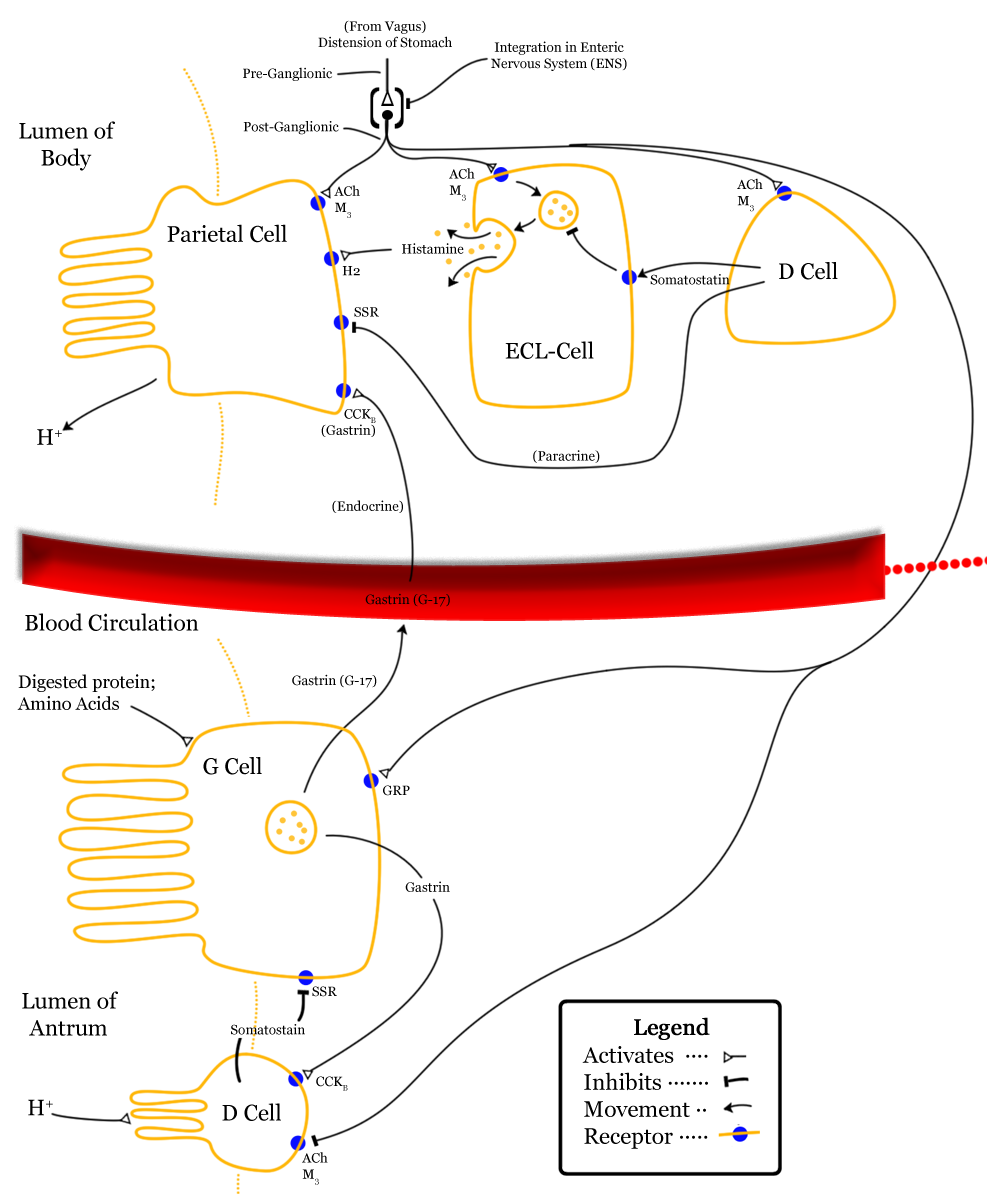
CCK（右下）

コレシストキニン・パンクレオザイミン (cholecystokinin(CCK)・PZ) は、消化管ホルモンの一つで、十二指腸や空腸のI細胞から分泌される。
33個のアミノ酸からなるペプチド (CCK-33) で、小腸のI細胞で作られる。十二指腸内のペプチド、アミノ酸、脂肪酸によって分泌が促進される。膵腺細胞のホスホリパーゼCを活性化させ、イノシトールトリスリン酸の増加により膵酵素を分泌させる。
「コレ」は胆汁、「シスト」はふくろ、「キニン」は動かすものを意味し、全体で「胆のうを収縮させるもの」という意味。

## 作用
消化器系がタンパク質や脂肪など、化学的な消化に時間のかかる食品を十分に消化する作用を助ける。
胃が糜粥を十二指腸に送り込むのをゆっくりにし、消化酵素に富む膵液の分泌を促進する。胆嚢を収縮、オッディ括約筋の弛緩を促し胆汁排出を促進し、食品中の脂肪分を乳化させて消化しやすくする。
セクレチンの作用を増強する。

## 脳神経系での作用
コレシストキニン（CCK8; 8個のアミノ酸）は脳神経系に存在して神経伝達物質として生理的働きをする。脳幹では一部はドパミン含有ニューロンと共存して薬物依存と関係している。コレシストキニン受容体にはAタイプとBタイプがあり、脳は主にBタイプ受容体で、一部の脳と末梢神経系がAタイプ受容体である。
よく分かっている神経路として知られているのは、CCK腹腔投与すると胃のCCK-Aタイプ受容体が刺激され、迷走神経を経由して延髄孤束核ニューロンを興奮させ、ひいては視床下部室傍核と視索上核の神経分泌ニューロンを興奮させ、オキシトシンを脳下垂体後葉から分泌させる。
一方、青斑核ニューロンもCCK8投与で興奮するが、これは小脳への投射し不安などの効果を起す。ノルアドレナリン含有細胞とは違うニューロンである。

## 遺伝子
ヒトのコレシストキニンの遺伝子記号はCCKでNCBI*, MIM *118440、コレシストキニンA受容体の遺伝子記号はCCKARでNCBI*,MIM *118444、コレシストキニンB受容体の遺伝子記号はCCKBRでNCBI*, MIM *118445。